# Christiaan van Brieg
Christiaan van Brieg (Ohlau, april 1618 - aldaar, 28 februari 1672) was van 1639 tot 1654 en van 1664 tot aan zijn dood hertog van Brieg, van 1639 tot aan zijn dood hertog van Ohlau, van 1653 tot aan zijn dood hertog van Wohlau en van 1653 tot 1654 en van 1664 tot aan zijn dood hertog van Legnica. Hij behoorde tot de Silezische tak van het huis Piasten.

## Levensloop
Christiaan was de zevende, maar derde overlevende zoon van hertog Johan Christiaan van Brieg en diens echtgenote Dorothea Sibylla, dochter van keurvorst Johan George van Brandenburg.
Van 1635 tot 1636 leefde hij met zijn ouders in ballingschap in Thorn en vanaf 1636 in Osterode. Op bevel van zijn vader keerde hij in 1638 naar Brieg, waar zijn oudere broers George III en Lodewijk IV de regering waarnamen. 
In 1639 erfden Christiaan en zijn broers George en Lodewijk na het overlijden van hun vader de hertogdommen Brieg en Ohlau. De drie broers regeerden samen en weigerden aanvankelijk om het gebied te verdelen, omdat een relatief kleine erfenis hadden en ze tegelijkertijd een vergoeding moesten geven aan hun halfbroers en -zussen uit het tweede morganatisch huwelijk van hun vader, die uitgesloten waren van erfopvolging. Toen Christiaan en zijn broers na het overlijden van hun oom George Rudolf in 1653 ook de hertogdommen Liegnitz en Wohlau erfden, beslisten de broers alsnog tot een verdeling over te gaan, die in 1654 plaatsvond. George III kreeg Brieg, Lodewijk IV Liegnitz en Christiaan Wohlau en Ohlau. Christiaan koos ervoor om in de stad Ohlau te resideren, waar hij een slot liet bouwen naar de plannen van de Italiaanse bouwmeester Carlo Rossi. Het tijdens de Dertigjarige Oorlog verwoestte kasteel van Wohlau liet Christiaan rond 1653 ombouwen in de renaissancestijl. In 1648 werd hij onder de gezelschapsnaam de Willekeurige opgenomen in het Vruchtdragende Gezelschap.
Toen Christiaan en zijn broers in 1660 nog steeds geen mannelijke nakomelingen hadden, vroeg zijn oudere broer George aan zijn landheer, keizer Leopold I, om het erfopvolgingsrecht uit te breiden naar zijn dochter Dorothea Elisabeth. Hij kreeg hier echter geen toestemming voor. In september 1660 kreeg Christiaan een zoon George Willem, waardoor het voortbestaan van het huis Piasten gegarandeerd leek. 
Na het overlijden van zijn broer Lodewijk IV erfde George III in 1663 het hertogdom Liegnitz. Toen George in 1664 op zijn beurt overleed, kwam Christiaan in het bezit van de hertogdommen Liegnitz en Brieg, waardoor hij alle deelhertogen van Liegnitz wist te herenigen. Na het aftreden van koning Jan II Casimir van Polen was Christiaan in 1668 kandidaat om de Poolse troon te bestijgen, maar deze kandidatuur werd door de Poolse adel geweigerd. 
Hoewel Christiaan volgens de Vrede van Westfalen niet verplicht was om hercatholisatie in te voeren in zijn domeinen, werd hij onderworpen aan religieuze onderdrukking. Op aandrang van de officialen en de latere bisschop van Breslau Sebastian von Rostock moest hij in 1662 de gereformeerde superintendant Heinrich Schmettau ontslaan, omdat alleen de Confessio Augustana toegelaten was. Ook werden verschillende protestantse kerkliederen verboden. In 1664 nam Christiaan het regentschap op van de zonen van de overleden hertog Silvius I Nimrod van Württemberg-Oels. Om te verhinderen dat de zonen onder de keizerlijke voogdij zouden komen en in dat geval een katholieke opvoeding zouden krijgen, stuurde Christiaan hen naar het Collegium Illustre in Tübingen. Ook werd hij in 1671 gedwongen om de religieuze gemeenschap van de Boheemse broeders uit te wijzen, die eerder vanuit Polen naar Kreuzburg was gevlucht.
Christiaan stierf in februari 1672, waarna hij werd bijgezet in de Johanneskerk van Liegnitz. 

## Huwelijk en nakomelingen
Op 24 november 1648 huwde Christiaan in Dessau met Louise (1631-1680), dochter van vorst Johan Casimir van Anhalt-Dessau. Ze kregen vier kinderen:
- Charlotte (1652-1707), huwde in 1672 met hertog Frederik van Sleeswijk-Holstein-Sonderburg-Wiesenburg
- Louise (1657-1660)
- George Willem (1660-1675), hertog van Liegnitz
- Christiaan Lodewijk (1664-1664)